# Оличка
Оличка — річка в Україні, у Корецькому  районі Рівненської області. Права притока Клецьки  (басейн Дніпра).

## Опис
Довжина річки приблизно 4,4 км.

## Розташування
Бере початок на північній околиці Великої Клецьки. Тече переважно на північний захід і в Малій Клецьки впадає у річку Клецьку, праву притоку річки Стави.